# Valentinian al III-lea
Flavius Placidius Valentinianus (n. 2 iulie 419 d.Hr., Ravenna, Imperiul Roman de Apus – d. 16 martie 455 d.Hr., Roma, Imperiul Roman de Apus), cunoscut ca Valentinian III a fost împărat al Imperiului Roman de Apus (424-455). 

## Biografie
Născut la Ravenna, a fost fiul lui Constantius al III-lea și a Gallei Placidia - fiica împăratului Teodosiu I și nepoata împăratului Valentinian I. A fost numit caesar pe 23 octombrie 424 în Constantinopol, apoi proclamat împărat la 23 octombrie 425.
Valentinian a fost impus pe tron de trupele vărului său Teodosiu II, suveranul Imperiului Roman de Răsărit. Minor, regența este exercitată de mama sa, puterea reală aparținând însă generalilor Felix (m. 430), Bonifatius (m. 432), Aetius (m. 454). În timpul domniei sale, criza statului se agravează, Africa de Nord, Britannia, Pannonia se desprind de sub autoritatea imperiului. Pe Câmpiile Catalaunice (451), într-una dintre cele mai mari bătălii ale antichității, armata romană comandată de Aetius, cu contingente vizigote, france, burgunde, alane, obține o ultimă victorie, forțând retragerea lui Attila și a aliaților săi din Gallia. La 6 luni după ce l-a ucis cu mâna sa pe Aetius, Valentinian este, la rândul său, asasinat de un partizan al acestuia (martie 455). Cu el se sfârșește dinastia teodosiană.